# Kenneth W. Woodley
Kenneth Ward Woodley (Trelew, 10 de mayo de 1926-12 de octubre de 1986) fue un abogado y político argentino de la Unión Cívica Radical, que se desempeñó como senador nacional por la provincia del Chubut desde 1983 hasta su fallecimiento en 1986.

## Biografía
Nació en Trelew (Chubut) en 1926. Estudió abogacía en la Facultad de Derecho y Ciencias Sociales de la Universidad de Buenos Aires. Se radicó en Puerto Madryn en 1957, donde desarrolló su carrera. Allí fue presidente de la «Cooperativa Limitada de Provisión de Electricidad y otros Servicios Públicos, Asistenciales y Vivienda».
Militó en la Unión Cívica Radical, siendo presidente del comité departamental, miembro de la convención nacional y presidente de la convención provincial del partido en Chubut. Entre 1963 y 1966 fue presidente del Tribunal de Cuentas de Chubut.
En las elecciones al Senado de 1983 fue elegido senador nacional por la provincia del Chubut, con mandato hasta 1989. Fue presidente de la comisión de Industria, vicepresidente de la comisión de Economía y vocal en las comisiones de Asuntos Administrativos y Municipales; de Comercio; de Minería; de Transportes; y de Turismo. En 1986 fue autor de un proyecto aprobado por la cámara alta, el cual estipulaba la construcción de un Ferrocarril Transpatagónico desde San Antonio Oeste a Río Gallegos.
No pudo finalizar su mandato al fallecer por cáncer el 12 de octubre de 1986. En la cámara alta fue sucedido por Manuel del Villar, quien fallecería en 1988, siendo el mandato completado por Hebe Corchuelo Blasco.
En 1990 el Senado editó un libro con su labor parlamentaria, con prólogo de Hipólito Solari Yrigoyen.
Una avenida de Puerto Madryn lleva su nombre.